# Dans le sillage des pirates
Dans le sillage des pirates en France, est une série documentaire historique Netflix narrant        l'Âge d'or de la piraterie. La série en six épisodes est sortie le 15 mars 2021.

## Synopsis
Sauf indication contraire, les informations mentionnées dans cette section peuvent être confirmées par les bases de données cinématographiques IMDb et Allociné,  présentes dans la section « Liens externes ».
La série narre l'Âge d'or de la piraterie à partir de 1715, après la guerre de Succession d'Espagne, dans les Caraïbes. Elle y relate les principaux évènements vécus par de célèbres pirates devenus des légendes tels que Benjamin Hornigold, Henry Jennings, Charles Vane, « Black Sam » Bellamy, Edward Thatch (Barbe Noire), Anne Bonny, Jack Rackham, etc.
À la suite d'une tempête qui cause le naufrage d'une flotte espagnole remplie de richesses et de trésors le 23 juillet 1715 au large de la côte est de la Floride, les anciens corsaires au service de la Couronne britannique, Henry Jennings et Benjamin Hornigold, partent à la recherche des épaves de ces navires pour les piller et s'enrichir. Plus tard, ils sont rejoints par les pirates Charles Vane, « Black Sam » Bellamy, Edward Thatch (Barbe Noire), Anne Bonny et Jack Rackham.

## Distribution
Sauf indication contraire, les informations mentionnées dans cette section peuvent être confirmées par les bases de données cinématographiques IMDb et Allociné,  présentes dans la section « Liens externes ».
- Derek Jacoby :  Le narrateur
- James Oliver Wheatley : Edward Thatch (Barbe Noire)
- Sam Callis (en) : Benjamin Hornigold
- Tom Padley : Charles Vane
- Evan Milton : Samuel Bellamy
- Samuel Collings (en) : Paulsgrave Williams (en)
- Miles Yekinni : Black Caesar
- Jack Waldouck : Jack Rackham
- Mia Tomlinson : Anne Bonny
- George Watkins : James Bonny
- Mark Gillis (en) : Henry Jennings
- Sinead Macinnes : Mary Hallett
- Kevin Howarth (en) : Woodes Rogers
- Richard Dee-Roberts : Gouverneur Archibald Hamilton
- Stephen von Schreiber : Gouverneur Alexander Spotswood
- Thomas Mailand : Cotton Mather
- Charlie Jobe : John Julian (en)
- Robert Ryan : Docteur John Howell
- Alexander Nikolov : John King enfant
- Jonty Ward : Charles Vane enfant
- Richard Banks : Capitaine d'un navire marchand
- Milo Denison : Capitaine de la flottille
- David McNab : Capitaine William Kidd
- Alexander Scott : Capitaine Lawrence Prince
- Jared Morgan : Humphry Morice (en)
- Anton Stennett : Hendrick Quintor[3]
- Kevin Bedford : Gouverneur Charles Eden
- Brian Potter : Capitaine Francis Hume[4]
- Christopher Keegan : Stede Bonnet
- Curtis Jago : Capitaine du Sultana
- David Whiting : Thomas Walker
- Moneer Elmasseek : Thomas Barrow (en)
- Nathanjohn Carter : Lieutenant Robert Maynard
- Ross Cullum : Capitaine Young

## Épisodes
Sauf indication contraire, les informations mentionnées dans cette section peuvent être confirmées par la base de données cinématographiques Allociné,  présente dans la section « Liens externes ».
1. Le drapeau noir (Hoist the Black Flag)
2. République des Pirates (The Pirate Republic)
3. Le Prix de la loyauté (The Price of Loyalty)
4. L'Empire contre-attaque (The Empire Strikes Back)
5. À prendre où à laisser (Deal or No Deal)
6. Morts ou vifs (Dead or Alive)